# Myiapharus hyphena
Myiapharus hyphena là một loài ruồi trong họ Tachinidae.